# 運動控制
運動控制（Motion control）是自动化技术的一部份，是指讓系統中的可動部份以可控制的方式移動的系統或是子系統。運動控制中的主要元件會包括運動控制器（motion controller）、功率放大裝置、以及原动机（prime mover）或致動器。運動控制可以是沒有運動訊號回授的開迴路控制，也可以配合運動訊號回授，進行閉迴路控制。在開迴路系統中，控制器會透過功率放大裝置傳送訊號到原动机或致動器，但無法知道致動器是否有達到預期進行的動作。典型的系統包括步進馬達或是風扇控制。若是要求準確度更高的系統，會在系統中加入量測設備（一般會在致動器端，或是致動器要到達的目的端）。再將量測結果轉換成信號，送進控制器中，由控制器再調整致動器的動作，使致動器的動作和預期進行的動作之間的誤差降到最小，這就是閉迴路控制。
機器的位置或是速度一般會由液壓泵、線性致動器或是電動馬達（例如servo）之類的設備所控制。運動控制是机器人及CNC機床的一部份，而其中的運動控制會比較複雜。若是一般固定用途的機器，其运动学會比較簡單，這類的控制會稱為通用運動控制（GMC）。運動控制常用在包裝、印刷、紡織、半导体器件制造及生產線。
運動控制包括了所有和物體移動有關的科技，其系統最小有小到微型的系統，例如矽基的微感應致動器，最大則到到太空船的發射。不過現今運動控制主要著重在配合電動致動器（例如交流或是直流的伺服馬達）的運動控制系統。機器手臂的控制也是運動控制中的一環，因為大部份的機器手臂都是由伺服馬達所控制，而其主要目的也是在運動控制。

## 簡介
運動控制系統的基本架構會包括以下幾項：
- 運動控制器（motion controller）可以產生控制目標（理想的輸出或是運動廓线），或是閉環控制系統中要配合位置或是速度回授形成回授控制[2]
- 驅動器或是放大器可以將運動控制器的控制信號轉換為可以提供給致動器的能量。較新型的「智能性」驅動器可以利用驅動器進行速度控制或是位置控制，因此控制可以更加的精準。
- 原動機或是致動器，例如液壓泵浦（英语：hydraulic pump）、液壓缸、線性致動器（英语：linear actuator）或是馬達可以實際使物體移動的設備。
- 若是閉回授控制，會需要許多的感測器（如旋轉編碼器、解角器或是霍爾元件將致動器的位置或是速度的資訊傳送回控制器或是驅動器，才能達成回授控制。
- 機械元件讓致動器的輸出轉換為實際需要的輸出，機械元件有齒輪、驅動軸、滾珠螺桿、驅動皮带、连杆机构以及線性或是旋轉的軸承。

若是需要各運動控制器協同動作，運動控制器和其致動器之間的介面非常重要，有良好介面才能達到不同運動控制器的同步。最早期的介面只有類比訊號，後來也有使用脈衝信號，後來有許多運動控制的工業通訊協定，最早用在運動控制上的是1991年的SERCOS，現在已提昇為SERCOS III。其他常用的通訊協定有MODBUS、EtherNet/IP、 Profinet IRT、Ethernet Powerlink及EtherCAT。
常見的運動控制功能有：
- 速度控制。
- 位置控制：由上位控制器持續的提供位置命令，讓系統的輸出追隨位置命令。
- 點對點的位置控制：上位控制器只提供目的的位置，系統需自行計算運動的軌跡，有幾種計算的方式，多半是依三角形、梯形或S曲線的運動速度廓线（velocity profile）為基礎。
- 壓力、力或是力矩的控制。
- 阻抗控制（英语：Impedance control）：這類控制應用於和環境有交互作用，以及控制物體的情形下，例如機器人學。
- 電子齒輪或是電子凸輪：從動軸的位置和主動軸位置之間的關係可以用數學函數來表示。簡單的是一系統中有二個滚筒，但其轉速需維持一定比例（即為電子齒輪）。電子凸輪的情形類似凸輪，從動軸的位置是主動軸位置的數學函數（例如主動軸150至180度時，從動軸從0度轉至30度，180至210度時，從動軸從30度轉至0度，主動軸在其他位置時，從動軸維持在0度的位置）。